# Tenreczek długoogonowy
Tenreczek długoogonowy (Microgale longicaudata) – gatunek ssaka z podrodziny ryżorków (Oryzorictinae) w obrębie rodziny tenrekowatych (Tenrecidae).

## Zasięg występowania
Występuje w lasach, od poziomu morza aż do gór na Madagaskarze, zamieszkując jego północną, wschodnią i południowo-wschodnią część oraz Płaskowyż Centralny. 

## Taksonomia
Gatunek po raz pierwszy zgodnie z zasadami nazewnictwa binominalnego opisał w 1882 roku brytyjski zoolog Oldfield Thomas na łamach czasopisma The Journal of the Linnean Society of London i nadając mu nazwę Microgale longicaudata. Miejsce typowe według oryginalnego opisu to „las Ankáfana, we wschodnim Betsileo” (ang. in the Ankáfana forest, Eastern Betsileo); ograniczone w 1987 roku do wzgórza Ankafina (1600 m n.p.m.; 21°12′S 47°12′E/-21,200000 47,200000), 10 km na południe od Ambohimahasoa, 3 km na zachód od miasta Tsarafidy, na skrajnie zachodnim skraju wschodniego lasu deszczowego, Fianarantsoa, Fianarantsoa, Madagaskar. Holotyp to czaszka i ciało dorosłej samicy zakonserwowane w alkoholu (sygnatura BMNH 82.3.1.15) ze zbiorów Muzeum Historii Naturalnej w Londynie; okaz zebrany pomiędzy połową lutego a połową marca 1880 roku przez szkockiego misjonarza Williama Cowana.
Analiza mtDNA ujawniła kilka ukrytych taksonów wewnątrz M. longicaudata, w tym traktowany jako synonim M. majori. Późniejsza kompleksowa analiza oparta na filogenezie molekularnej wykazała, że M. longicaudata był taksonem siostrzanym w stosunku do M. jenkinsae i razem tworzyły klad z M. majori, M. jenkinsae i M. principula. Jednym z tych ukrytych taksonów ujawnionych przez analizę mtDNA był potencjalnie Microgale prolixacaudata, ale nie mógł być wówczas zdefiniowany i pomimo późniejszej klasyfikacji jako odrębny gatunek, nadal oczekuje na dokładną definicję filogenetyczną. Microgale longicaudata może zawierać inne ukryte gatunki, więc jego taksonomia wymaga ponownej oceny.
Na rok 2023 gatunek monotypowy.

### Etymologia
- Microgale: gr. μικρος mikros ‘mały’; γαλεή galeē lub γαλή galē ‘łasica’[16].
- longicaudata: łac. longus ‘długi’; caudatus ‘ogonowy’, od cauda ‘ogon’[17].

## Morfologia
Długość ciała (bez ogona) 59–80 mm, długość ogona 136–158 mm, długość ucha 10–16 mm, długość tylnej stopy 12–18 mm; masa ciała 6–11 g. 

## Ekologia
Rozmnażanie
- W jednym miocie samica rodzi od 2 do 4 młodych

Tryb życia
- Zwyczaje i aktywność – nie posiada charakterystycznych kolców jak inne tenreki, ale posiada długi ogon, który służy mu jako narzędzie chwytne, podczas wspinania się po drzewach. Jego sierść jest gęsta i krótka. M. longicaudata podobnie jak ryjówki jest aktywny zarówno za dnia, jak i w nocy. W odróżnieniu od tenrekowca pręgowanego nie zapada w sen, podczas niesprzyjającej aury.
- Pożywienie: larwy owadów, małe owady, dżdżownice i inne bezkręgowce znalezione na ziemi.

## Status zagrożenia
W Czerwonej księdze gatunków zagrożonych Międzynarodowej Unii Ochrony Przyrody i Jej Zasobów został zaliczony do kategorii LC (ang. least concern ‘najmniejszej troski’).